# Mirjam Bohatcová
Mirjam Bohatcová (28. června 1919, Libštát – 22. srpna 2007, Praha) byla česká badatelka v oblasti dějin knihtisku, knihovědkyně, historička a bibliografka.

## Život
Mirjam Bohatcová se narodila v rodině Slavomila Daňka, profesora Husovy bohoslovecké fakulty jako Mirjam Daňková. Studovala germanistiku na pražské Filozofické fakultě, kvůli nacistické okupaci a uzavření českých vysokých škol v roce 1941 musela studium přerušit. Tehdy absolvovala knihovnický kurz, který v době okupace otevřelo ministerstvo školství. V letech 1941–1951 působila jako kurátorka Oddělení rukopisů a starých tisků Knihovny Národního muzea v Praze. V roce 1951 ukončila Mirjam Bohatcová studia disertační prací „Bratrské tisky ivančické a kralické (1564–1619)“ a získala doktorát filozofie.
V letech 1952–1972 pracovala v Kabinetu filologické dokumentace ČSAV jako vedoucí fotoarchivu rukopisů a starých tisků. V době normalizace byla přinucena Akademii věd opustit a pracovala pak v redakcích nakladatelství Artia a Panorama jako odborná redaktorka. Po změně politické situace v roce 1989 vedla už v důchodovém věku Knihovědný seminář Ústavu informačních studií a knihovnictví na FF UK v Praze. Mirjam Bohatcová publikovala v prestižní ročence Gutenberg Jahrbuch a byla aktivní členkou Matice české.

## Výzkum
Badatelskou doménou Bohatcové byly zejména české tisky období raného novověku, především 16. a 17. století. Zabývala se klasickým popisem starých tisků a typografickým rozborem včetně grafické a ikonografické výzdoby. Precizně zpracovávala rovněž produkci jednotlivých pražských tiskařských dílen především 16. století a zařadila je do dobového kulturního kontextu. Stěžejním zájmem jejího bádání byly tisky českobratrské tiskárny v Ivančicích a zejména pak Bible kralická. Dočkala se vydání faksimile Bible kralické v roce 1995, jejíž sedmý díl obsahuje shrnující studii M. Bohatcové o dějinách českých biblických tisků. Vrcholným dílem Bohatcové byla popularizující monografie „Česká kniha v proměnách staletí“, jejíž autorský kolektiv vedla.
Mirjam Bohatcová získala za svou badatelskou práci v oblasti dějin české knižní kultury významné vědecké ocenění, v roce 1999 ji Akademie věd ČR udělila čestnou oborovou medaili J. Dobrovského za zásluhy ve společenských vědách.

## Dílo
Monografie (výběr)
- Bratrské tisky ivančické a kralické, Praha 1951
- The Czech Book and the World, Prague 1972
- Česká kniha v proměnách staletí, Praha, Panorama, 1990
- Obecné dobré podle Melantricha a Veleslavínů. Studie k završení knižní tvorby Mistra Daniela Adama z Veleslavína [zemřelého] 18.10.1599, Praha, Karolinum, 2005

Studie, které vyšly v historické řadě Časopisu Národního muzea
- Život a práce Pavla Olivetského, prvního tiskaře v Litomyšli (1962)
- Vydavatel a tiskař Mikuláš Klaudyan (1979)
- Nález dalších litomyšlských tisků z počátku 16. století. Edice neznámých bratrských konfesí a nezvěstného spisu

bakaláře Prokopa z Jindřichova Hradce (1981)
- Knihtiskařská linie Olivetských (1982)

V letech 1964–1992 publikovala řadu statí o bratrském knihtisku v mohučské ročence Gutenberg-Jahrbuch a přenesla tak vědecký zájem o tuto tematiku na mezinárodní rovinu:
- Korrekturabzüge aus dem XVI. Jahrhundert. Ein Beitrag zur Historie der Buchdruckerei der Böhmischen Brüder (1964)
- Schriftsteller der europäischen Reformation in der Bibliothek der Böhmischen Brüder (1970)
- Ästhetische Konzeptionen der Drucke der Böhmischen Brüder zur Zeit Jan Blahoslavs (1971)
- Die Anfänge der typographischen Zusammenarbeit zwischen Nürnberg und Böhmen (1976)
- Über den Erstdruck eines tschechischen Kräuterbuchs (1981)
- Böhmische Buchillustration des 16. Jahrhunderts (1986)
- Die Kralitzer Bibel (1579–1594) – die Bibel der böhmischen Reformation (1992).